# Neurigona nitida
Neurigona nitida är en tvåvingeart som beskrevs av Van Duzee 1913. Neurigona nitida ingår i släktet Neurigona och familjen styltflugor. Inga underarter finns listade i Catalogue of Life.